# Genesis Archive 2: 1976-1992
Genesis Archive 2: 1976-1992 è una compilation della progressive rock/pop rock band Genesis ed è composta da 3 cd che contengono rarità del periodo in cui Phil Collins fu il cantante. È stata pubblicata nel 2000, due anni dopo la messa in vendita del primo archivio: Genesis Archive 1967-75.
In particolare, nei cd sono presenti le B-sides di alcuni singoli, registrazioni live, remix del 12" e alcuni pezzi degli EP Spot the Pigeon e 3x3. Furono escluse le canzoni Match Of The Day e Me And Virgil perché la prima non piaceva a Mike Rutherford e Tony Banks, mentre la seconda non piaceva a Phil Collins . L'ultima traccia del terzo disco è una versione di Mama cosiddetta "work in progress" (=lavori in corso): i tre musicisti stavano ancora componendo la canzone, e Phil Collins nel cantare improvvisa una linea vocale dicendo frasi non di senso compiuto.

## Tracce
Tutti i brani sono stati composti da Banks, Rutherford e Collins, tranne dove indicato.

### Disco 1
1. On The Shoreline - 4:49
  - Lato B del singolo I Can't Dance, 1991
2. Hearts On Fire - 5:14
  - Lato B del singolo Jesus He Knows Me, 1992
3. You Might Recall - 5:32
  - Dall'EP 3x3, 1982
4. Paperlate - 3:22
  - Dall'EP 3x3, 1982
5. Evidence Of Autumn (Banks) - 4:58
  - Lato B del singolo Misunderstanding, 1980
6. Do The Neurotic (Banks) - 7:09
  - Lato B del singolo In Too Deep, 1986
7. I'd Rather Be You (Collins) - 3:59
  - Lato B del singolo Throwing It All Away, 1987
8. Naminanu - 3:54
  - Lato B del singolo Keep It Dark, 1981
9. Inside And Out (Rutherford/Hackett/Banks/Collins) - 6:43
  - Dall'EP Spot the Pigeon, 1977
10. Feeding The Fire (Banks) - 5:51
  - Lato B del singolo Land Of Confusion, 1986
11. I Can't Dance (12") - 7:02
12. Submarine - 5:13
  - Versione modificata del lato b del singolo Man On The Corner, 1982

### Disco 2
1. Illegal Alien - 5:31
  - Live all'L.A. Forum, Los Angeles, 1984
2. Dreaming While You Sleep - 7:48
  - Live all'Earls Court Exhibition Centre, Londra, 1992
3. It's Gonna Get Better - 7:32
  - Live all'L.A. Forum, Los Angeles, 1984
4. Deep In The Motherlode (Rutherford) - 5:54
  - Live al Royal Theatre, Londra, 1980
5. Ripples (Rutherford/Banks) - 9:53
  - Live al Lyceum Theatre, Londra, 1980
6. The Brazilian - 5:17
  - Live al Wembley Stadium, Londra, 1987
7. Your Own Special Way (Rutherford) - 6:51
  - Live al Sydney Entertainment Centre, Sydney, 1986
8. Burning Rope (Banks) - 7:28
  - Live all'Hofheinz Pavilion, Houston, 1978
9. Entangled (Hackett/Banks) - 6:57
  - Live al Bingley Hall, Staffordshire, 1976
10. Duke's Travels - 9:32
  - Live al Lyceum Theatre, Londra, 1980

### Disco 3
1. Invisible Touch (12") - 5:58
2. Land Of Confusion (12") - 6:59
3. Tonight Tonight Tonight (12") - 11:47
4. No Reply At All - 4:56
  - Live al Savoy Theatre, New York, 1981
5. Man On The Corner (Collins) - 4:04
  - Live al Savoy Theatre, New York, 1981
6. The Lady Lies (Banks) - 6:08
  - Live al Lyceum Theatre, Londra, 1980
7. Open Door (Rutherford) - 4:08
  - Lato B del singolo Duchess, 1980
8. The Day The Light Went Out (Banks) - 3:14
  - Lato B del singolo Many Too Many, 1978
9. Vancouver - 3:03 (Rutherford/Collins)
  - Lato B del singolo Many Too Many, 1978
10. Pigeons - 3:13
  - Dall'EP Spot the Pigeon, 1977
11. It's Yourself (Rutherford/Hackett/Collins/Banks) - 5:25
  - Lato B del singolo Your Own Special Way, 1977
12. Mama (work in progress) - 10:43

## Formazione
- Tony Banks – tastiere
- Phil Collins – batteria e voce
- Mike Rutherford – basso e chitarra
- Steve Hackett – chitarra
- Daryl Stuermer – chitarra e basso
- Chester Thompson – batteria

## Curiosità
- I brani Naminanu e Submarine furono scartati dal disco Abacab. Nel progetto originario dovevano fare parte della suite Dodo/Lurker, nell'ordine Naminanu/Dodo/Lurker/Submarine.
- Il brano It's Yourself contiene nell'intermezzo strumentale le stesse note dell'introduzione di Los Endos, brano del disco A Trick of the Tail. Inoltre il brano originale durava 6 minuti e 43 secondi, mentre nell'incisione ufficiale è stato accorciato di più di un minuto.